# Ugolino Baracone
Ugolino di Baracone – kapitan regent San Marino w okresie od 1 kwietnia 1286 do 1 października 1286 roku (brak danych o drugim kapitanie regencie).